# 修羅之介斬魔劍
『修羅之介斬魔劍』（しゅらのすけざんまけん）は、鳴海丈による日本の時代小説。および原作を基にしたOVAと映画作品である。
※全てのカバーとパッケージでは『修羅之介斬魔劍』と表記されるが、『修羅之介斬魔剣』は誤表記。

## 書誌情報
カドカワノベルズより刊行。
- 『修羅之介斬魔劍〈第1部・江戸編 1〉死鎌紋の男』 1990年3月1日発売
- 『修羅之介斬魔劍〈第1部・江戸編 2〉天下丸襲撃』 1990年5月1日発売
- 『修羅之介斬魔劍〈第1部・江戸編 3〉正雪流手裏剣術』 1990年8月1日発売
- 『修羅之介斬魔劍〈第1部・江戸編 4〉寛永御前試合』 1991年3月1日発売
- 『修羅之介斬魔劍〈第1部・江戸編 5〉地獄の城』  1992年2月1日発売

徳間文庫より刊行。
- 『修羅之介斬魔劍〈1〉死鎌紋の男』 1996年12月15日発売
- 『修羅之介斬魔劍〈2〉天下丸襲撃』 1997年2月15日発売
- 『修羅之介斬魔劍〈3〉正雪流手裏剣術』 1997年4月15日発売
- 『修羅之介斬魔劍〈4〉寛永御前試合』 1997年6月15日発売
- 『修羅之介斬魔劍〈5〉地獄の城』 1997年8月15日発売

## OVA
1990年12月28日に原作小説の第1巻『修羅之介斬魔劍 死鎌紋の男』をベースにしたOVAで、東映ビデオ「東映Vアニメ」レーベルから発売された。過激な官能描写が盛り込まれたアクションアニメである。
キャスト
- 榊修羅之介：井上和彦
- 真夕姫：佐久間レイ
- 魔狼次：玄田哲章
- 大善：岸野一彦
- 信右衛門：稲葉実
- 忠澄：亀井三郎
- お蓮：佐々木るん
- 阿国：藤田淑子
- 澪：水谷優子
- 積雲：藤本譲
- 天海：渡部猛
- お園：一城みゆ希
- 軍兵衛：菅原正志
- 流閃：広瀬正志
- ナレーション：小林清志 ほか

スタッフ
- 原作・脚本：鳴海丈
- 監督・絵コンテ：出崎統
- キャラクターデザイン・作画監督：杉野昭夫
- 企画：伊藤源郎
- プロデューサー：高橋尚子、田宮武、出崎哲、池田憲章
- 演出：松園公
- 美術監督：阿部行夫
- 撮影監督：高橋宏固
- 音響監督：浦上靖夫
- 音楽監督：鈴木清司
- 音楽：渡辺俊幸
- 協力：角川書店
- 制作協力：マジックバス、デュウ
- 製作：プロミス、東映ビデオ
- 主題歌：「恋人と呼ばせて」（歌・沢田知可子）

映像ソフト
- 『修羅之介斬魔劍 死鎌紋の男』 1990年12月28日発売 VHS:VRTM-1088
- 『修羅之介斬魔劍 死鎌紋の男』 1991年5月23日発売 LD:BELL-394
- 『修羅之介斬魔劍 死鎌紋の男』 2008年9月21日発売 DVD:DSTD-02868

## 実写映画
1996年11月9日に『修羅之介斬魔斬魔劍 妖魔伝説 LEGEND OF THE DEVIL』のタイトルで劇場公開された。
あらすじ
キャスト
- 榊修羅之介：京本政樹
- 天海：隆大介
- 伊達政宗：中村敦夫
- 真夕：今村理恵
- 獰頑：大和武士
- 阿国：戸川京子
- 澪：田賀久美子
- お蓮：三浦理恵子
- 朝比奈和之進：島村かおり
- 魔狼次：高野拳磁
- 世鬼乱堂：伊藤敏八
- 伊村大膳：遠藤太津朗
- 大男：エマニュエル・ヤーブロー

スタッフ
- 監督：津島勝
- プロデューサー：新井義巳、林哲次
- 原作：鳴海丈
- 脚本：中本博通
- 撮影：江原祥二
- 照明：中山利夫
- 美術：原田哲男
- 助監督：林稔充
- 音楽：坂口博樹
- CG映像制作：オムニバス・ジャパン
- 制作：東北新社
- 製作：キングレコード、東北新社
- 主題歌：「まるで悲しみが雨のように口づける」（作曲・小川紅彦、作詞/歌・冴木涼介(京本政樹)）

映像ソフト
- 『修羅之介斬魔劍 妖魔伝説』 1996年12月21日発売 VHS:KIVF-5194
- 『修羅之介斬魔劍 妖魔伝説』 1996年12月21日発売 LD:KILF-5120
- 『修羅之介斬魔劍 妖魔伝説』 1999年2月26日発売 DVD:KIBF-23/KIBR-4520